# Стив Мафи
Стив Мафи (енгл. Steve Mafi; 9. децембар 1989) професионални је рагбиста и репрезентативац Тонге, који тренутно игра за Вестерн Форс. Висок 201 цм, тежак 112 кг, игра у другој линији скрама. Од 2010. до 2014. одиграо је 81 меч и постигао 55 поена за Лестер Тајгерс. Играо је и за Грејтер Сиднеј Ремс и Парамата Ту Блуз, пре него што је прешао у садашњи тим Вестерн Форс. За репрезентацију Тонге до сада је одиграо 17 тест мечева.